# BMW R 1150 GS
R 1150 GS – produkowany w berlińskich zakładach od jesieni 1999 do 2004 roku dwucylindrowy (bokser) motocykl firmy BMW typu turystyczne enduro. W latach 2001–2003 był najlepiej sprzedającym się motocyklem w Niemczech.

## Konstrukcja

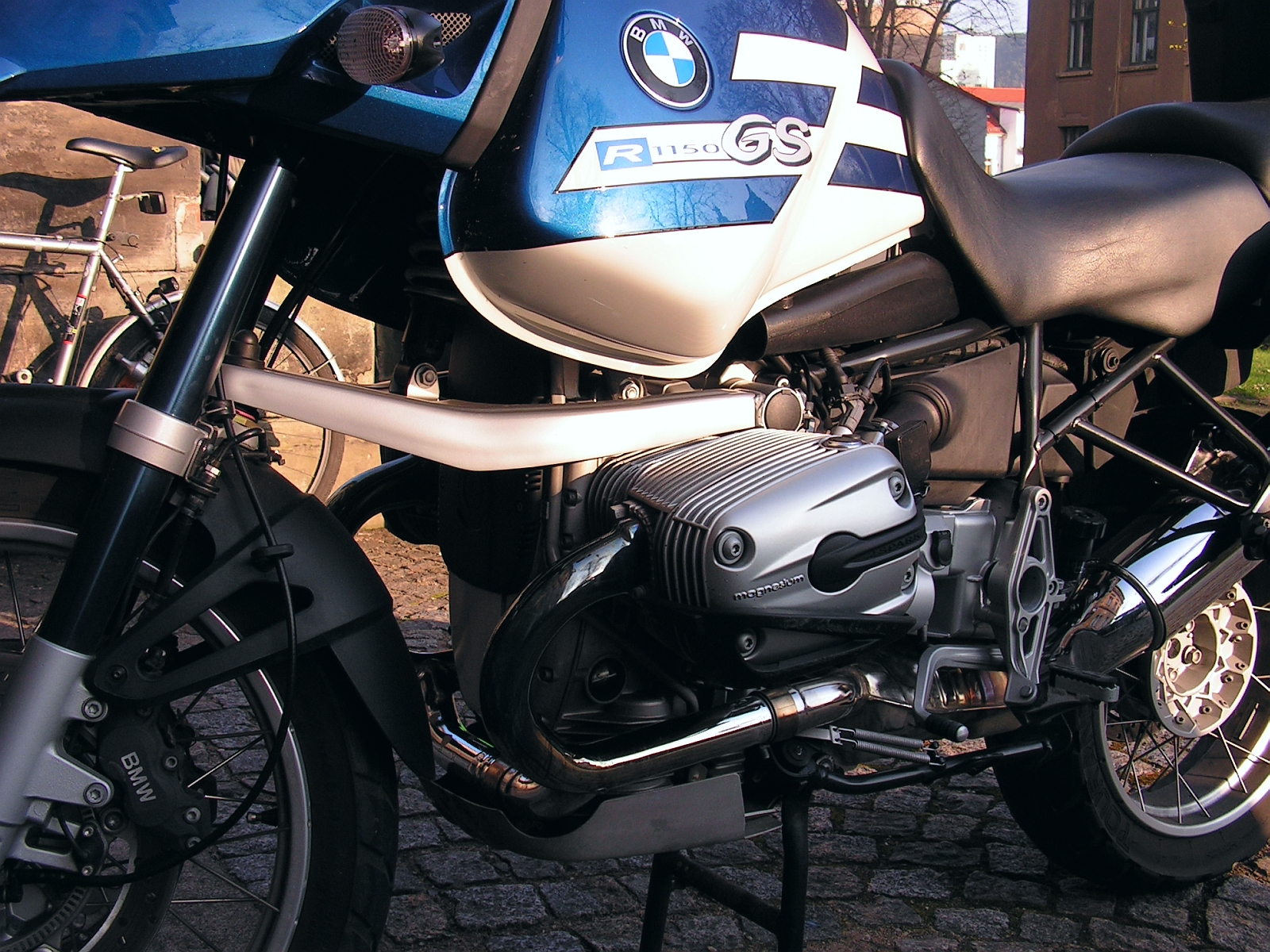
Silnik

Chłodzony powietrzem i olejem dwucylindrowy silnik w układzie bokser z czterema zaworami i jednym wałku rozrządu na cylinder o mocy 62,5kW/85KM. Elektroniczne sterowanie silnikiem Bosch. Prędkość maksymalna wynosi 199 km/h. Masa zatankowanego motocykla to 263 kg. Z przodu podwójne hydrauliczne czterotłoczkowe pływające hamulce tarczowe o średnicy 305 mm, z tyłu pojedyncza tarcza o średnicy 276 mm z zaciskiem dwutłoczkowym. Zbiornik paliwa o pojemności 22,1 dm³. Przednie zawieszenie systemu Telelever. Zawieszenie tylne systemu Paralever z jednostronnym wahaczem. Napęd koła tylnego wałem Kardana. Motocykl dostępny był w kolorach: żółtym, pomarańczowym, czarnym, srebrnym metalicznym, grafitowym metalicznym, i błękitno-białym (Adventure). Kanapa w kolorze czarnym lub czerwonym. W wersji Adventure szaro-czerwona, błękitno-szara lub żółto-czarna.